# Per Anders Sturk
Per Anders Jofur Sturk, född Gustafsson 12 november 1974 i Karl Johans församling i Göteborg, var 1998–1999 partiledare för Ny demokrati. Han valdes, 23 år gammal, till ordförande vid partistämman i Vrigstad den 22 maj 1998, och besegrade då bland annat sittande partiledaren John Bouvin. Övriga motkandidater vid omröstningen var Fatima Sirik. Han har även varit ordförande för Ny Ungdom, som var Ny Demokratis ungdomsförbund. Sedan valet 2018 är han engagerad i Sverigedemokraterna och har bland annat innehaft positionen som kommunfullmäktiges 1:e vice ordförande Lilla Edets kommun. Vid årsskiftet 2023/2024 lämnade Sturk sina uppdrag då han flyttade till Trollhättan.[källa behövs]